# Bahnrad-Weltcup 2003
Der UCI-Bahnrad-Weltcup 2003 (2003 Track Cycling World Cup) fand zwischen Februar und Mai 2003 in Moskau (Russland), Aguascalientes (Mexiko), Kapstadt (Südafrika) und Sydney (Australien) statt und bestand aus vier Wettbewerben.

## Austragungsorte
| Datum                | Ort            |
| -------------------- | -------------- |
| 14.–17. Februar 2003 | Moskau         |
| 21.–23. März 2003    | Aguascalientes |
| 11.–13. April 2003   | Kapstadt       |
| 16.–18. Mai 2003     | Sydney         |

## Ergebnisse

### Männer

#### Sprint
| Ort            | Sieger           | Zweiter          | Dritter          |
| -------------- | ---------------- | ---------------- | ---------------- |
| Moskau         | Laurent Gané     | Pavel Buráň      | Jaroslav Jerabek |
| Aguascalientes | Mark French      | Jamie Staff      | Arnaud Dublé     |
| Kapstadt       | Mickaël Bourgain | Janoslav Jerabek | Jan van Eijden   |
| Sydney         | René Wolff       | Mark French      | Ross Edgar       |

#### Keirin
| Ort            | Sieger                | Zweiter          | Dritter          |
| -------------- | --------------------- | ---------------- | ---------------- |
| Moskau         | René Wolff            | Josiah Ng        | Ivan Vrba        |
| Aguascalientes | Keiichiro Yaguchi     | Jan van Eijden   | Jarosiav Jerabek |
| Kapstadt       | José Antonio Escuredo | Martin Benjamin  | Peter Bazalik    |
| Sydney         | Jens Fiedler          | Toshiaki Fushimi | Ryan Bayley      |

#### Teamsprint
| Ort            | Sieger                                                               | Zweiter                                                    | Dritter                                                     |
| -------------- | -------------------------------------------------------------------- | ---------------------------------------------------------- | ----------------------------------------------------------- |
| Moskau         | Spanien José Antonio Villanueva José Antonio Escuredo Salvador Meliá | Polen Grzegorz Krejner Łukasz Kwiatkowski Grzegorz Trebski | Japan Yūichirō Kamiyama Tomohiro Nagatsuka Toshiaki Fushimi |
| Aguascalientes | Frankreich Arnaud Dublé Matthieu Mandard François Pervis             | Slowakei Jarosiav Jerabek Peter Bazalik Jan Lepka          | Deutschland Sören Lausberg Jan van Eijden Matthias John     |
| Kapstadt       | Großbritannien Chris Hoy Jamie Staff Jason Queally                   | Deutschland Carsten Bergemann Matthias John Stefan Nimke   | Ryan Bayley Mark French Shane Kelly                         |
| Sydney         | Japan Toshiaki Fushimi Kiyofumi Nagai Tomohiro Nagatsuka             | Australien Ryan Bayley Mark French Shane Kelly             | Deutschland Jens Fiedler Michael Seidenbecher René Wolff    |

#### Zeitfahren
| Ort            | Sieger       | Zweiter         | Dritter          |
| -------------- | ------------ | --------------- | ---------------- |
| Moskau         | Stefan Nimke | Theo Bos        | Grzegorz Krejner |
| Aguascalientes | Jamie Staff  | Sören Lausberg  | Wilson Meneses   |
| Kapstadt       | Chris Hoy    | Stefan Nimke    | Shane Kelly      |
| Sydney         | Shane Kelly  | Mathieu Mandard | Wilson Meneses   |

#### Einerverfolgung
| Ort            | Sieger           | Zweiter         | Dritter          |
| -------------- | ---------------- | --------------- | ---------------- |
| Moskau         | Sergi Escobar    | Jens Lehmann    | Wolodymyr Djudja |
| Aguascalientes | Wassil Kiryjenka | Hayden Godfrey  | Paul Manning     |
| Kapstadt       | Luke Roberts     | Jérôme Neuville | Sergi Escobar    |
| Sydney         | Mark Jamieson    | Hayden Godfrey  | Guido Fulst      |

#### Mannschaftsverfolgung
| Ort            | Sieger                                                                            | Zweiter                                                                    | Dritter                                                                            |
| -------------- | --------------------------------------------------------------------------------- | -------------------------------------------------------------------------- | ---------------------------------------------------------------------------------- |
| Moskau         | Russland Alexander Serow Alexei Michailowitsch Markow Sergei Klimow Nikita Jeskow | Deutschland Jens Lehmann Guido Fulst Sebastian Siedler Christian Bach      | Ukraine Wolodymyr Djudja Roman Kononenko Wolodymyr Sahorodnij Sergej Tscherniawski |
| Aguascalientes | Kolumbien Alexander González José Serpa Carlos Alzate Juan Pablo Forero           | Vereinigtes Königreich Bryan Steel Tony Gibb Paul Manning Stephen Cummings | Weißrussland Siarhei Daubniuk Jauhen Sobal Wiktar Rapinski Wassil Kiryjenka        |
| Kapstadt       | Ukraine Oleksandr Symonenko Wolodymyr Sahorodnij Wolodymyr Djudja Witalij Popkow  | Vereinigtes Königreich Bryan Steel Tony Gibb Paul Manning Kieran Page      | Australien Luke Roberts Peter Dawson Mark Jamieson Ashley Hutchinson               |
| Sydney         | Neuseeland Heath Blackgrove Hayden Godfrey Marc Ryan Lee Vertongen                | Deutschland Marc Altmann Guido Fulst Leif Lampater Andreas Müller          | Australien Mark Jamieson Bradley Norton Chris Pascoe Chris Sutton                  |

#### Scratch
| Ort            | Sieger              | Zweiter             | Dritter          |
| -------------- | ------------------- | ------------------- | ---------------- |
| Moskau         | Robert Slippens     | Alex Rasmussen      | Franck Perque    |
| Aguascalientes | Miguel Alzamora     | Franco Marvulli     | Walter Pérez     |
| Kapstadt       | Alexander Aeschbach | Jean-Pierre van Zyl | Jeroen Straathof |
| Sydney         | Greg Henderson      | Roland Garber       | Andreas Müller   |

#### Punktefahren
| Ort            | Sieger           | Zweiter         | Dritter          |
| -------------- | ---------------- | --------------- | ---------------- |
| Moskau         | Matthew Gilmore  | Joan Llaneras   | Michail Ignatjew |
| Aguascalientes | Leonardo Duque   | Juan Curuchet   | Chris Newton     |
| Kapstadt       | Mark Renshaw     | Andreas Müller  | Franck Perque    |
| Sydney         | Michail Ignatjew | Wolodymyr Rybin | Greg Henderson   |

#### Madison
| Ort            | Sieger                                 | Zweiter                                     | Dritter                                      |
| -------------- | -------------------------------------- | ------------------------------------------- | -------------------------------------------- |
| Moskau         | Deutschland Guido Fulst Andreas Müller | Niederlande Robert Slippens Danny Stam      | Dänemark Jimmy Hansen Alex Rasmussen         |
| Aguascalientes | Argentinien Juan Curuchet Walter Pérez | Spanien Joan Llaneras Miguel Alzamora       | Frankreich Franck Perque Jérôme Neuville     |
| Kapstadt       | Argentinien Juan Curuchet Walter Pérez | Schweiz Alexander Aeschbach Franco Marvulli | Spanien Isaac Gálvez Joan Llaneras           |
| Sydney         | Deutschland Guido Fulst Andreas Müller | Australien Rodney McGee Darren Young        | Niederlande Gideon de Jong Geert-Jan Jonkman |

### Frauen

#### Sprint
| Ort            | Sieger                | Zweiter            | Dritter          |
| -------------- | --------------------- | ------------------ | ---------------- |
| Moskau         | Natalja Zilinskaja    | Jiang Yonghua      | Katrin Meinke    |
| Aguascalientes | Natalja Zilinskaja    | Nancy Contreras    | Tanya Lindenmuth |
| Kapstadt       | Swetlana Grankowskaja | Katrin Meinke      | Jiang Cuihua     |
| Sydney         | Nancy Contreras       | Victoria Pendleton | Lori-Ann Muenzer |

#### Keirin
| Ort            | Sieger                | Zweiter       | Dritter            |
| -------------- | --------------------- | ------------- | ------------------ |
| Moskau         | Swetlana Grankowskaja | Clara Sanchez | Celine Nivert      |
| Aguascalientes | Celine Nivert         | Li Na         | Tanya Lindenmuth   |
| Kapstadt       | Daniela Larreal       | Katrin Meinke | Diana Maria García |
| Sydney         | Rosealee Hubbard      | Kerrie Meares | Christin Muche     |

#### Teamsprint
| Ort            | Sieger                                                 | Zweiter                                                 | Dritter                                                 |
| -------------- | ------------------------------------------------------ | ------------------------------------------------------- | ------------------------------------------------------- |
| Moskau         | Swetlana Grankowskaja Tamilla Abassowa Oxana Grischina | Iryna Janowytsch Ljudmyla Wypyrajlo Sofia Pryschtschepa | Katrin Meinke Susan Panzer Christina Becker             |
| Aguascalientes | Jelena Tschalych Oxana Grischina Julia Arustomowa      | Anouska van der Zee Yvonne Hijgenaar Vera Koedooder     | Es starteten nur zwei Mannschaften.                     |
| Kapstadt       | Katrin Meinke Kathrin Freitag Susan Panzer             | Swetlana Grankowskaja Julia Arustomowa Tamilla Abassowa | Kerrie Meares Anna Meares Rochelle Gilmore              |
| Sydney         | Rochelle Gilmore Rosealee Hubbard Kerrie Meares        | Tamilla Abassowa Julia Arustamowa Oxana Grischina       | Sofia Pryschtschepa Ljudmyla Wypyrajlo Iryna Janowytsch |

#### 500-m-Zeitfahren
| Ort            | Sieger             | Zweiter            | Dritter          |
| -------------- | ------------------ | ------------------ | ---------------- |
| Moskau         | Natalja Zilinskaja | Jiang Yonghua      | Katrin Meinke    |
| Aguascalientes | Natalja Zilinskaja | Nancy Contreras    | Tanya Lindenmuth |
| Kapstadt       | Nancy Contreras    | Natalja Zilinskaja | Jiang Cuihua     |
| Sydney         | Nancy Contreras    | Jiang Yonghua      | Yvonne Hijgenaar |

#### Einerverfolgung
| Ort            | Sieger          | Zweiter                | Dritter          |
| -------------- | --------------- | ---------------------- | ---------------- |
| Moskau         | Katherine Bates | Swetlana Iwachonenkowa | Olga Sljussarewa |
| Aguascalientes | Sarah Ulmer     | Erin Mirabella         | Rasa Mazeikyte   |
| Kapstadt       | Karin Thürig    | Christina Becker       | Gema Pascual     |
| Sydney         | Sarah Ulmer     | Diana Žiliūtė          | Amy Safe         |

#### Scratch
| Ort            | Sieger             | Zweiter                 | Dritter        |
| -------------- | ------------------ | ----------------------- | -------------- |
| Moskau         | Ljudmyla Wypyrajlo | Juliette Vandeckerchove | Adrie Visser   |
| Aguascalientes | Jelena Tschalych   | Eleonora Soldo          | Belem Guerrero |
| Kapstadt       | Julia Arustomowa   | Gema Pascual            | Alison Wright  |
| Sydney         | Victoria Pendleton | Rochelle Gilmore        | Sarah Ulmer    |

#### Punktefahren
| Ort            | Sieger                 | Zweiter        | Dritter            |
| -------------- | ---------------------- | -------------- | ------------------ |
| Moskau         | Olga Sljussarewa       | Adrie Visser   | Ljudmyla Wypyrajlo |
| Aguascalientes | Jelena Tschalych       | Belem Guerrero | Vera Koedooder     |
| Kapstadt       | Swetlana Iwachonenkowa | Vera Carrara   | Cathy Moncassin    |
| Sydney         | Vera Carrara           | Marion Clignet | Sarah Ulmer        |